# Mélodie en sous-sol
Mélodie en sous-sol é um filme policial francês de 1963, dirigido por Henri Verneuil. O roteiro adapta romance The Big Grab de John Trinian que usou o pseudônimo de Zekial Marko.

## Elenco
- Jean Gabin...Senhor Charles
- Alain Delon...Francis Verlot
- Claude Cerval...Comissário
- Maurice Biraud...Louis Naudin
- Viviane Romance...Ginette
- Carla Marlier...Brigitte
- Dora Doll...Condessa Doublianoff
- Henri Virlojeux...Mario
- José Luis de Vilallonga...Senhor Grimp
- Rita Cadillac...Liliane
- Anne-Marie Coffinet...Marcelle
- Jean Carmet...Barman
- Jimmy Davis...Sam
- Dominique Davray...Léone

## Sinopse
O idoso Charles sai da prisão após cinco anos cumprindo pena por tentativa de roubo. Ele conta à mulher que deseja se aposentar na Austrália após um último grande assalto. Pouco depois se encontra com seu antigo parceiro Mário que lhe dá as plantas de um cassino em Cannes. Mas como ele alega estar muito doente para participar do roubo, Charles busca um ex-companheiro de cela para lhe substituir, o jovem desocupado Francis Verlot. Os dois e mais o mecânico Louis, cunhado de Francis, iniciam o plano que consiste em que Francis e Charles se hospedem em hotéis de luxo se passando por milionários. Francis se aproxima de uma das coristas do cassino e consegue namorá-la, ficando com livre acesso aos bastidores sem levantar suspeitas. E traça um caminho por ali até o cofre do proprietário, combinando com os outros dois de realizarem o assalto no dia da semana em que irão recolher o dinheiro arrecadado.

## Produção
O roteirista Michel Audiard sugeriu adaptar para o cinema o romance The Big Grab do novelista norte-americano Zekial Marko (pseudônimo de John Trinian) ao produtor Jacques Bar. A produção franco-italiana recebeu significativo apoio financeiro da MGM, que lançou o filme nos Estados Unidos e outros países.
O principal papel foi idealizado para  Jean Gabin, mas o de Francis tinha sido planejado para Jean-Louis Trintignant. Alain Delon ouviu sobre o projeto e pediu a Bar o papel, dizendo: "Eu quero fazer esse filme". Delon, que angariara boa reputação ao filmar na Itália com Luchino Visconti, estava ansioso para participar de projetos de apelo popular, mas os produtores norte-americanos achavam que o ator, ao contrário de Gabin, não era conhecido fora da França e Itália, e se opuseram a entrada dele para o elenco dizendo: "Se ele quer fazer o filme, que o faça de graça".
Delon ofereceu uma proposta, aceitando ficar com os direitos de distribuição em certos países e com um salário baixo. Como isso nunca fora feito antes na França, esse tipo de compromisso ficou sendo chamado de "método de Delon". Ele recebeu um bom dinheiro pelos direitos e Jean Gabin mais tarde declarou que Delon ganhara mais do que ele pelo filme. Contudo, em 1965 Delon declarou que: "ninguém mais que tentou isso ganhou dinheiro ".

## Recepção
The Washington Post qualificou o fime de "brilhante...um dos melhores desse tipo em anos" Bosley Crowther do New York Times disse que era um dos dez melhores do ano.
The Mystery Writers of America deu ao filme um "Edgar" como "Melhor Filme Estrangeiro" do ano

## Trilha sonora
A música jazz instrumental foi composta por Michel Magne. Um novo arranjo para a música-tema foi gravado nos Estados Unidos por Jimmy Smith e distribuído como single da Verve Records, que na época era propriedade da MGM; ficou em 96 na lista da Billboard Hot 100 e um dos Hot R&B Sides. Smith mais tarde lançou o álbum Any Number Can Win (título do filme nos Estados Unidos) pela Verve, que incluía a gravação dele da música do filme e outras reinterpretações e canções originais.